# هژار زهاوی

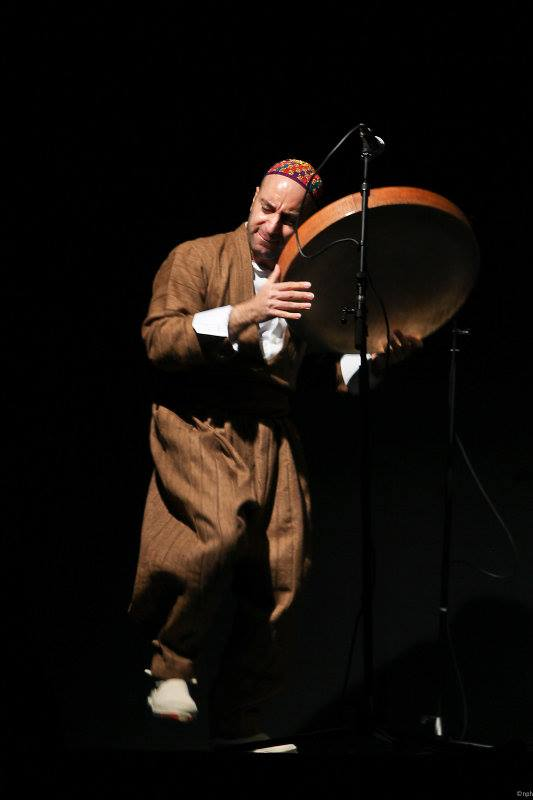
زهاوی در حال نواختن دف با لباس کردی

هژار زهاوی یا حسین زهاوی(۱۹۸۰-) (به کردی: ھەژار زەھاوی) (به انگلیسی: Hajar Zahawy) نوازنده کرد سازهای کوبه ای و به ویژه دف است
. زهاوی با گروه‌های مختلف موسیقی همچون گروه‌های کردی، فارسی، یونانی و هندی همکاری داشته و با خوانندگان مختلفی از جمله شهرام ناظری، علیرضا قربانی و آینور دوغان برنامه اجرا کرده‌است. او همچنین کارهای انفرادی هم دارد.

## زندگی
زهاوی در خانواده ای کرد در کردستان عراق به دنیا آمد. دوران کودکی را در ایران گذراند و سپس به انگلستان مهاجرت کرد. او از سیزده سالگی شروع به نواختن دف کرد.

## کارها
او علاوه بر کارهای فردی و اجرا با گروه‌های مختلف، گروه نیشتمان را با همکاری سهراب پورناظری بنیاد نهاد. زهاوی به همراه پورناظری هنرمندانی را از سراسر کردستان در گروه نیشتمان گرد آورده‌است.